# Bataille de Ben Gardane
Insurrection djihadiste en Tunisie
La bataille de Ben Gardane a lieu du 7 au 10 mars 2016 lors de l'insurrection djihadiste en Tunisie. Les affrontements opposent les forces spéciales tunisiennes aux djihadistes de l'État islamique (EI).

## Prélude
La ville de Ben Gardane, peuplée de 60 000 habitants et située dans le Sud-Est de la Tunisie, est une plaque tournante de la contrebande et des réseaux terroristes,. Lors de la deuxième guerre civile libyenne, des centaines de volontaires franchissent la frontière pour rejoindre l'État islamique en Libye ou d'autres groupes djihadistes. À l'été 2015, les autorités tunisiennes tentent de réagir en commençant la construction d'un « système d'obstacles » le long de la frontière ; une tranchée d'eau salée surmontée d'un mur de sable. Selon l'ONU, avec entre 1 000  et   1 500 hommes, les Tunisiens forment le contingent étranger le plus nombreux de l'EI en Libye. Le 19 février 2016, un raid aérien américain près de Sabratha en Libye tue une cinquantaine de djihadistes, dont de nombreux Tunisiens. Après les combats, des prisonniers aux mains de Fajr Libya affirment que l'EI avait alors l'intention de prendre Ben Gardane,,,. La ville est également symbolique aux yeux des djihadistes : en 2004, peu après la deuxième bataille de Falloujah, Abou Moussab Al-Zarqaoui, chef d'Al-Qaïda en Irak, avait déclaré : « Une ville en Tunisie s'appelle Ben Gardane. Si elle avait été près de Falloujah, elle aurait libéré l'Irak »,. Cependant, si les djihadistes comptent de nombreux partisans à Ben Gardane, la grande majorité de la population leur demeure hostile.
Le 2, les environs de Ben Gardane connaissent un premier affrontement. Cinq djihadistes sont tués à El Aouija, près de la frontière avec la Libye, ainsi qu'un civil.

## Déroulement
Dans la nuit du 6 au 7 mars 2016, des combattants de l'État islamique (EI) venus de Libye franchissent la frontière et entrent discrètement en Tunisie avec pour objectif la ville de Ben Gardane. En chemin, ils tirent sur des véhicules croisés sur la route et abattent un douanier et un garde national. Le 7 mars, à cinq heures du matin, l'assaut contre la ville de Ben Gardane débute. Les hommes de l'EI entrent dans la ville par le Nord et par le Sud et sont rapidement rejoints par des membres de cellules dormantes déjà sur place,. Parmi ces derniers figure Meftah Manita, natif de Ben Gardane, qui prend la tête de l'opération,. Au total, les assaillants sont au nombre d'environ 50 à 100 au moins et tous ou presque sont de nationalité tunisienne,.
Les djihadistes, divisés en plusieurs groupes, attaquent de façon coordonnée une caserne de l'armée tunisienne, un poste de police et le quartier général de la garde nationale,,,. Dès le début de l'attaque, deux officiers de sécurité responsables de la lutte antiterroriste sont abattus à leur domicile,. Parmi eux, Abdelaati Abdelkabir, le commandant de l'unité antiterroriste de la garde nationale, qui est tué sous les yeux de sa famille. Un officier de la douane circulant en ville est reconnu, égorgé, et son corps est traîné dans les rues à l'arrière d'un véhicule. L'oncle et le neveu d'un policier sont également assassinés. Des hommes sillonnent la ville avec des mégaphones en annonçant qu'ils sont l'État islamique et appellent la population à les soutenir,,. Les djihadistes espèrent recevoir un soutien des habitants, mais c'est l'inverse qui se produit ; des civils forment même des boucliers humains pour entraver la progression des assaillants,.
Rapidement, l'opération tourne court. Les forces de sécurité tunisiennes repoussent les assauts contre les casernes et les postes de police, avant de recevoir des renforts et de contre-attaquer. Les djihadistes se retrouvent acculés près de la caserne de Jallel, où une quinzaine d'entre eux sont tués en quelques minutes,. Dès la fin de la matinée, les hommes de l'EI sont en déroute,. L'armée, la police, la garde nationale et la douane, appuyées par différentes unités des forces spéciales arrivées en renfort, pourchassent les derniers assaillants en fuite. Les établissements scolaires et administratifs sont fermés et un couvre-feu nocturne est décrété. Dans la journée, une cache d'armes est découverte à l'intérieur de la ville.
Après les combats, des soldats tunisiens se prennent en selfie avec des cadavres de djihadistes, ce qui suscite une polémique en Tunisie. Si de tels actes sont jugés « inacceptables » par le porte-parole du ministère de la Défense, Rachid Bouhoula, le ministre de l'Éducation, Néji Jalloul, les applaudit au contraire et promet le 10 mars d'acheter un tee-shirt avec le selfie imprimé,,.
Un autre affrontement a lieu la nuit du 8 au 9 mars dans le secteur de Benniri, près de Ben Gardane. Sept djihadistes sont tués lors d'une opération des unités sécuritaires et de l'armée,,. Dans la journée du 9 mars, deux djihadistes sont repérés dans un chantier de la région d'Ouadi Rbayaa, près de Ben Gardane, alors qu'ils étaient en train de tenter de s'emparer de la nourriture d'ouvriers. Ils sont tués dans les affrontements qui suivent, ainsi qu'un militaire, et un civil est blessé ; un autre djihadiste est abattu le même jour dans une maison,,. Le 10 mars, l'EI perd encore trois hommes près de Ben Gardane ; deux sont tués dans la région de Hassi al-Nour et un autre dans la région de Zokra, après avoir tiré sur une patrouille, un autre combattant étant fait prisonnier.

## Pertes
Dans l'après-midi, le bilan donné par le ministère de l'Intérieur est de 28 morts parmi les assaillants et sept civils tués, dont un enfant de douze ans. Le ministère de la Défense annonce que six gardes nationaux, deux policiers, un douanier et un militaire sont morts. Au matin du 8 mars, le « bilan définitif » est de douze morts et quatorze blessés pour l'armée et les forces de sécurité, sept civils tués et 36 morts du côté de l'EI, ainsi que sept assaillants faits prisonniers,,. Au soir du 9 mars, le bilan est de treize morts pour l'armée et les forces de sécurité et 46 morts pour les djihadistes. Dans la journée, des milliers de personnes assistent à l'enterrement des premières victimes dans le carré des martyrs du 7-Mars, dans le cimetière de la ville. Le 10 mars, le bilan est de 49 morts et huit hommes faits prisonniers parmi les assaillants.

## Conséquences
Le 8 mars, le gouvernement tunisien affirme avoir « remporté une bataille ». Cependant, pour la Tunisie, ce type d'attaque est sans précédent, jamais des djihadistes n'avaient mené une offensive d'une telle ampleur en pleine ville,,. Selon Michaël Ayari, analyste de l'International Crisis Group, cette attaque de type « insurrectionnel » marque une « extension de la zone de conflit armé, jusque-là cantonnée à la Libye ». Pour le journaliste David Thomson, « l'épisode de Ben Guerdane est un indicateur de la dégradation sécuritaire qui est en cours depuis la fin 2012 » ; selon lui un « péril majeur plane sur la Tunisie, autrement dit une situation qui pourrait devenir à terme insurrectionnelle en Tunisie, avec le retour des jihadistes ».

## Suites
Un nouvel accrochage éclate le 19 mars à Ben Gardane : deux djihadistes retranchés dans une maison sont tués, un garde national et trois civils sont blessés. Le 21 mars, un autre djihadiste est tué à Sayah, à trois kilomètres au nord-est de Ben Guerdane, et onze personnes sont blessées, dont un civil.

## Procès
En 2022, 96 accusés sont jugés par un tribunal anti-terroriste. Parmi eux, seize sont condamnés à la peine de mort, quinze à la prison à perpétuité, quatorze à des peines de vingt à trente ans de prison. Les autres sont condamnés à des peines inférieures et certains sont acquittés.

## Vidéographie
- [vidéo] « Les moments forts de l'attaque (ministère tunisien de l'Intérieur) », sur YouTube.
- [vidéo] « « Attaque terroriste en Tunisie : que s'est-il passé à Ben Guerdane ? », France 24, 7 mars 2016 », sur YouTube.